# كيت بورنشتاين
كيت بورنشتاين (بالإنجليزية: Kate Bornstein)‏ (15 مارس 1948 - ) ممثلة، ومصممة رقص، وكاتِبة، وروائية من الولايات المتحدة.

## الجوائز
- جائزة لامدا الأدبية

## روابط خارجية
- كيت بورنشتاين على موقع IMDb (الإنجليزية)
- كيت بورنشتاين على موقع قاعدة بيانات الفيلم (الإنجليزية)